# Glen Ridge (New Jersey)
Glen Ridge – miasto w Stanach Zjednoczonych, w stanie New Jersey, w hrabstwie Essex.